# Линекер, Гари
Га́ри Уи́нстон Ли́некер (англ. Gary Winston Lineker; род. 30 ноября 1960, Лестер, Англия) — английский футболист, нападающий. В настоящее время — спортивный журналист.
В матчах за сборную Англии Линекер забил 48 мячей (4-й показатель в истории сборной). Забил 10 мячей на чемпионатах мира. Лучший бомбардир первого дивизиона в составе трёх различных клубов. Обладатель Кубка Англии.
Его карьера в СМИ началась на Би-би-си, где с конца 1990-х годов он ведёт главную футбольную программу «Матч дня» (англ. Match of the Day), что является самым длительным сроком работы среди всех ведущих данного шоу. Линекер также является ведущим прямых трансляций футбольных матчей на Би-би-си, включая освещение международных турниров, таких как Чемпионат мира по футболу.
Гари Линекеру принадлежит легендарная фраза о том, что футбол — это игра, в которой 22 парня на протяжении 90 минут катают мяч, а побеждают всегда немцы.

## Клубная карьера

### «Лестер Сити»
Гари Линекер начал игровую карьеру в скромном клубе «Лестер Сити». За 6 сезонов, что Линекер провёл в составе «Лестера», он забил в ворота соперников 95 голов. В 1984 году наставник сборной Англии сэр Бобби Робсон пригласил его в состав национальной команды. Робсон подыскивал замену Кевину Кигану и нашёл её в лице Линекера. Свой первый матч Линекер провёл против Шотландии. В составе «Лестера» Гари Линекер стал лучшим бомбардиром Первого дивизиона.

### «Эвертон»
Летом 1985 года Гари Линекер перебирается в «Эвертон», который в ту пору был очень сильным клубом. «Эвертон» был признан самой сильной командой мира по версии ФИФА в 1985, выиграв Кубок обладателей кубков. Как и в «Лестере», в «Эвертоне» Линекер опять стал лучшим бомбардиром Первого дивизиона.

### «Барселона»
Линекер перешёл в «Барселону» за $4 млн. Выбор в пользу каталонского клуба обуславливался тем, что у руля испанского клуба стоял англичанин Терри Венейблс. В помощь Гари в атаке был куплен Марк Хьюз. «Барселоне» противостоял «Реал Мадрид», в составе которого было трио Уго Санчес, Эмилио Бутрагеньо и Мичел. В сезоне-1987/88 «Барселона» смогла выиграть только Кубок Испании, что не устроило владельцев клуба. На пост тренера пригласили экс-звезду «Барселоны» Йохана Кройффа, который дал понять всем, что не будет использовать британскую модель Венейблса. К тому же Линекер получил травму колена и не полностью восстановился к чемпионату Европы 1988 года, где Англия, кроме поражений, ничем не запомнилась и выглядела бледной тенью сборной образца 1986 года. В составе каталонцев Линекер выиграл Кубок обладателей кубков: в финале была повержена итальянская «Сампдория», в составе которой блистали две молодые легенды — Роберто Манчини и Джанлука Виалли.

### «Тоттенхэм Хотспур»
Перед чемпионатом мира в Италии Гари перешёл в стан «шпор». В их составе он снова стал лучшим бомбардиром чемпионата, однако клуб, ведомый Венейблсом, смог выиграть только Кубок Англии. Линекер мучился от травм, к этому добавилось тяжёлое заболевание сына. На чемпионат Европы 1992 года в Швецию он поедет уже как капитан. Матчи группового турнира с Данией и Францией завершились нулевыми ничьими. Однако сборная «трёх львов» уступила хозяевам чемпионата, шведам, — 1:2. Единственный на том первенстве гол англичан был забит после точнейшего паса с правого фланга Линекера. Свою карьеру Гари Линекер завершил в Японии, куда переехал после ЧЕ-1992, предварительно объявив о прекращении выступлений за национальную сборную. В клубе «Нагоя Грампус Эйт» Линекер провёл 2 года, но травмы не позволяли ему играть в полную силу. Вернувшись на родину в 1994 году, знаменитый футболист получил из рук королевы Орден Британской Империи.

## Карьера в сборной

### Сборная Англии
Многие специалисты утверждают, что команда, которую тренировал сэр Бобби Робсон с 1984 по 1990, являлась одной из самых успешных и сильных после триумфа в 1966 году. В составе у Робсона были легенды тех лет Брайан Робсон, Стюарт Пирс, Марк Хейтли, Марк Райт, Гари Стивенс, Питер Шилтон, Питер Бирдсли, Джон Барнс, Пол Гаскойн, Крис Уоддл, Дэвид Платт и многие другие. На чемпионат мира в Мексику Робсон взял всех лучших. Англия стремилась доказать всему миру, что после трагедии на Эйзеле британский футбол жив. На тренировке Линекер сломал запястье. Перед Робсоном стояла непростая задача. Характер Линекера был железным, он отказался смотреть матчи сборной со скамейки запасных или с трибуны. Руководство Английской федерации футбола обратилось к руководству ФИФА с просьбой разрешить Гари Линекеру играть с повязкой. Матчи в Мексике, где Линекер играл с повязкой на руке, обошли весь мир. На чемпионате сборная начала не очень удачно. Первыми соперниками были сильные португальцы, в составе которых выделялись Паулу Футре, Пашеку и вратарь Мануэл Бенту, составлявшие костяк футбольного клуба «Порту», который в 1987 выиграет Кубок европейских чемпионов. Португальцы выиграли 1-0. Следующий матч — с Марокко; подопечные Робсона весь матч провели в атаке, но так и не смогли победить. Имея в графе одну ничью и одно турнирное очко, сборная Англии могла рассчитывать на выход в следующий раунд только в случае победы над поляками. Линекер оформил хет-трик в течение первого тайма. В следующем раунде соперником был Парагвай — Линекер забил 2 гола. Далее следовал всем известный матч против сборной Аргентины, которую вёл в бой легендарный Диего Марадона. Гол, впоследствии названный рука Бога, ввёл англичан в ступор, но проход Марадоны, обыгравшего всю оборону сборной Англии, стал для англичан шоком. Линекер отквитал один гол, но на большее англичан просто не хватило. На чемпионате мира 1986 года Гари Линекер с 6 голами стал лучшим бомбардиром турнира. Еженедельник «Футбол-Хоккей», издаваемый в те времена в СССР, широко представил Гари Линекера советским болельщикам. «Советский спорт» опубликовал большое интервью с Линекером в разделе «Звёзды спорта в гостях у „Советского спорта“». В споре за приз лучшему футболисту Европы Гари Линекер уступил Игорю Беланову.

#### Чемпионат мира 1990
В Италию Линекер приехал, уже находясь в составе «Тоттенхэм Хотспур». Вместе с ним прибыл молодой Пол Гаскойн. Сэр Бобби Робсон представил на суд итальянцев хорошо подготовленную команду. Попав на отборочном этапе в одну группу с Египтом, Ирландией и Голландией, англичане сумели выйти, имея в своём багаже две ничьи и одну победу. Линекер забил один гол — в ворота сборной Ирландии. Но от лучшего бомбардира английского чемпионата ждали большего. В матче с Бельгией на последней минуте дополнительного времени забил Дэвид Платт. А в четвертьфинале англичанам противостояла команда-открытие ЧМ-1990 — Камерун, ведомая тренером Валерием Непомнящим. Англичане вели 1-0, уступали 1-2, затем Линекер дважды — оба раза с пенальти — вывел англичан на подопечных Франца Беккенбауэра. Основное время матча против сборной ФРГ — 1-1: гол Линекера и нелепый рикошет Пола Паркера привели матч к серии пенальти, выигранной немцами. В одном из интервью, сэр Бобби Робсон скажет:

Мы, англичане, плохо бьём пенальти после игры не потому, что не умеем, просто мы в Англии привыкли играть до конца, пока победитель не будет определён после окончания игры, а не в результате лотереи

Из Италии англичане вернулись 4-ми, это был успех.

## Карьера в СМИ
После ухода из футбола он сделал карьеру в СМИ, сначала на BBC Radio 5 Live в качестве футбольного эксперта, а затем заменил Деса Линама в качестве ведущего футбольных репортажей на Би-би-си, включая их главную футбольную телепрограмму «Матч дня», и в качестве капитана команды в спортивном игровом шоу «Они думают, что все кончено» с 1995 по 2003 год.
Линекер был самым высокооплачиваемым сотрудником Би-би-си, получив выплаты в размере 1,75-1,76 млн фунтов стерлингов в 2016-17, 2017-18, 2018-19, и 2019-20 годах. Его зарплата подвергалась критике со стороны Джулиана Найта, председателя парламентского комитета по цифровым технологиям, культуре, СМИ и спорту, и дамы Эстер Рантцен. Генеральный директор Би-би-си Тим Дэви заявил, что зарплата Линекера оправдана «из-за ценности анализа для зрительской аудитории».
В марте 2023 года Би-би-си настояла на том, чтобы Линекер отказался от роли ведущего «Матч дня» до тех пор, пока не будет достигнуто соглашение относительно его высказываний по партийным политическим вопросам в социальных сетях. Би-би-си заявила, что «считает его недавнюю активность в социальных сетях нарушением редакционных правил». Она добавила, что «решила, что Линекер не будет вести программу „Матч дня“ до тех пор, пока не будет согласована и ясна его позиция по поводу использования им социальных сетей». 13 марта стало известно, что Би-би-си намерена восстановить Линекера в должности после давления со стороны коллег Линекера и других медийных личностей. Дэви заявил, что Линекер согласился соблюдать редакционные правила корпорации до завершения их пересмотра.
13 ноября 2024 года стало известно, что Линекер покинет «Match of the Day» по окончании сезона 2024/25.

## Достижения

### Командные
«Лестер Сити»
- Победитель Второго дивизиона Футбольной лиги: 1979/80

«Эвертон»
- Обладатель Суперкубка Англии: 1985

«Барселона»
- Обладатель Кубка Испании: 1987/88
- Обладатель Кубка обладателей кубков УЕФА: 1988/89

«Тоттенхэм Хотспур»
- Обладатель Кубка Англии: 1990/91
- Обладатель Суперкубка Англии: 1991

### Личные
- Лучший бомбардир чемпионата Англии (3): 1985, 1986, 1990
- Футболист года по версии Ассоциации футбольных журналистов (2): 1986, 1992
- Лучший бомбардир чемпионата мира: 1986
- Игрок года по версии футболистов ПФА: 1986
- Рекордсмен сборной Англии по количеству голов на чемпионатах мира: 10 голов
- Введён в Зал славы английского футбола: 2003
- Входит в список ФИФА 100
- Включён в список величайших футболистов XX века по версии World Soccer

## Карточки
За более чем 600 игр ни разу не получал ни жёлтую, ни красную карточки. Сам Линекер связывает своё достижение с тем, что до образования английской премьер-лиги игра велась жёстче, и карточки предъявляют за нарушения, на которые раньше смотрели сквозь пальцы.
Сегодня невозможно играть, не получая карточку время от времени.

## Клубная статистика
| Выступление       | Выступление      | Выступление      | Лига | Лига | Кубок страны | Кубок страны | Еврокубки | Еврокубки | Другие | Другие | Итого | Итого |
| Клуб              | Лига             | Сезон            | Игры | Голы | Игры         | Голы         | Игры      | Голы      | Игры   | Голы   | Игры  | Голы  |
| ----------------- | ---------------- | ---------------- | ---- | ---- | ------------ | ------------ | --------- | --------- | ------ | ------ | ----- | ----- |
| Лестер Сити       | Второй дивизион  | 1978/79          | 7    | 1    | 0            | 0            | —         | —         | —      | —      | 7     | 1     |
| Лестер Сити       | Второй дивизион  | 1979/80          | 19   | 3    | 0            | 0            | —         | —         | —      | —      | 19    | 3     |
| Лестер Сити       | Первый дивизион  | 1980/81          | 9    | 2    | 0            | 0            | —         | —         | —      | —      | 9     | 2     |
| Лестер Сити       | Второй дивизион  | 1981/82          | 39   | 17   | 0            | 0            | —         | —         | —      | —      | 39    | 17    |
| Лестер Сити       | Второй дивизион  | 1982/83          | 40   | 26   | 0            | 0            | —         | —         | —      | —      | 40    | 26    |
| Лестер Сити       | Первый дивизион  | 1983/84          | 39   | 22   | 0            | 0            | —         | —         | —      | —      | 39    | 22    |
| Лестер Сити       | Первый дивизион  | 1984/85          | 41   | 24   | 0            | 0            | —         | —         | —      | —      | 41    | 24    |
| Лестер Сити       | Итого            | Итого            | 194  | 95   | 0            | 0            | 0         | 0         | 0      | 0      | 194   | 95    |
| Эвертон           | Первый дивизион  | 1985/86          | 41   | 30   | 0            | 0            | —         | —         | —      | —      | 41    | 30    |
| Эвертон           | Итого            | Итого            | 41   | 30   | 0            | 0            | 0         | 0         | 0      | 0      | 41    | 30    |
| Барселона         | Примера          | 1986/87          | 41   | 20   | 1            | 1            | 8         | 0         | —      | —      | 50    | 21    |
| Барселона         | Примера          | 1987/88          | 36   | 16   | 5            | 2            | 8         | 2         | —      | —      | 49    | 20    |
| Барселона         | Примера          | 1988/89          | 26   | 6    | 4            | 1            | 8         | 4         | 1      | 0      | 39    | 11    |
| Барселона         | Итого            | Итого            | 103  | 42   | 10           | 4            | 24        | 6         | 1      | 0      | 138   | 52    |
| Тоттенхэм Хотспур | Первый дивизион  | 1989/90          | 38   | 24   | 0            | 0            | —         | —         | —      | —      | 38    | 24    |
| Тоттенхэм Хотспур | Первый дивизион  | 1990/91          | 32   | 15   | 0            | 0            | —         | —         | —      | —      | 32    | 15    |
| Тоттенхэм Хотспур | Первый дивизион  | 1991/92          | 35   | 28   | 0            | 0            | —         | —         | —      | —      | 35    | 28    |
| Тоттенхэм Хотспур | Итого            | Итого            | 105  | 67   | 0            | 0            | 0         | 0         | 0      | 0      | 105   | 67    |
| Всего за карьеру  | Всего за карьеру | Всего за карьеру | 443  | 243  | 10           | 4            | 0         | 0         | 0      | 0      | 453   | 247   |